# کلاس فانتورناوت
کلاس فانتورناوت (انگلیسی: Klaas Vantornout؛ زادهٔ ۱۹ مهٔ ۱۹۸۲) دوچرخه‌سوار اهل بلژیک است.
وی در مسابقات کشوری و بین‌المللی در مجموع برندهٔ ۲ مدال نقره شده‌است.